# Bolesław Piekarski
Bolesław Piekarski, lit. Boleslovas Piekarskis (ur. 12 stycznia 1911 w Petersburgu, zm. 19 kwietnia 1971 w Wilnie) – litewski dyrygent i pedagog.
Uczył się w szkole zawodowej w Petersburgu. Po 1925 roku jego rodzina wyjechała do Poniewieża, gdzie w 1933 roku ukończył gimnazjum polskie. W latach 1933–37 studiował biologię na Uniwersytecie Witolda Wielkiego, równolegle pobierając nauki w kowieńskim konserwatorium (1934–42) oraz prowadząc lekcje muzyki w polskim gimnazjum poniewiskim. 
Od 1940 do 1942 roku uczył muzyki i prowadził chór w Ucianie, po II wojnie światowej (1944–49) tę samą pracę wykonywał w Kownie (w gimnazjach VIII i III). Od 1950 roku zaangażowany w działalność Litewskiego Konserwatorium w Kownie (kierował jego chórem i prowadził wykłady z zakresu muzyki), ponadto od 1950 do 1971 roku dyrygował chórem w szkole Juozasa Tallata-Kelpšy. 